# محمدآباد، فرخ‌آباد
محمدآباد، فرخ‌آباد (به انگلیسی: Mohammadabad) یک منطقهٔ مسکونی در هند است که در شهرستان فرخ‌آباد واقع شده‌است.

## خصوصیات
محمدآباد ۲۰٬۵۰۴ نفر جمعیت دارد.